# División de Honor 2000-2001 (calcio a 5)
La División de Honor 2000-2001 è stata la 12ª edizione del massimo torneo di calcio a 5 spagnolo. Organizzata dalla Liga Nacional de Fútbol Sala, la stagione regolare è iniziata il 9 settembre 2000 e si è conclusa il 5 maggio 2001, prolungandosi fino al 23 giugno con la disputa delle partite di spareggio. In seguito all'esclusione del CLM Talavera, scomparso durante l'estate per difficoltà economiche, è stato ammesso il Prone Lugo.

## Stagione regolare

### Classifica
|  | Pos. | Squadra             | Pt | G  | V  | N | P  | GF  | GS  | DR  |
|  | ---- | ------------------- | -- | -- | -- | - | -- | --- | --- | --- |
|  | 1.   | Playas de Castellón | 83 | 34 | 26 | 5 | 3  | 165 | 83  | +82 |
|  | 2.   | Valencia            | 74 | 34 | 24 | 2 | 8  | 166 | 104 | +62 |
|  | 3.   | ElPozo Murcia       | 68 | 34 | 22 | 2 | 10 | 155 | 123 | +32 |
|  | 4.   | Interviú            | 64 | 34 | 20 | 4 | 10 | 130 | 105 | +25 |
|  | 5.   | Ourense             | 62 | 34 | 18 | 8 | 8  | 139 | 103 | +36 |
|  | 6.   | Segovia             | 60 | 34 | 18 | 6 | 10 | 189 | 142 | +47 |
|  | 7.   | Carnicer Torrejón   | 56 | 34 | 17 | 5 | 12 | 173 | 150 | +23 |
|  | 8.   | Industrias García   | 48 | 34 | 15 | 3 | 16 | 123 | 151 | -28 |
|  | 9.   | Martorell           | 48 | 34 | 15 | 3 | 16 | 140 | 138 | +2  |
|  | 10.  | Móstoles            | 45 | 34 | 13 | 6 | 15 | 143 | 148 | -5  |
|  | 11.  | Cartagena           | 43 | 34 | 13 | 4 | 17 | 125 | 140 | -15 |
|  | 12.  | O Parrulo           | 42 | 34 | 12 | 6 | 16 | 121 | 132 | -11 |
|  | 13.  | S10 Saragozza       | 40 | 34 | 13 | 1 | 20 | 133 | 160 | -27 |
|  | 14.  | Prone Lugo          | 40 | 34 | 12 | 4 | 18 | 113 | 147 | -34 |
|  | 15.  | Barcellona          | 39 | 34 | 11 | 6 | 17 | 123 | 140 | -17 |
|  | 16.  | Xota                | 30 | 34 | 8  | 6 | 20 | 102 | 128 | -26 |
|  | 17.  | Jerez               | 25 | 34 | 7  | 4 | 23 | 85  | 138 | -53 |
|  | 18.  | Astorga             | 13 | 34 | 4  | 1 | 29 | 89  | 182 | -93 |

### Verdetti
- Playas de Castellón campione di Spagna 2000-01 e qualificato alla Coppa UEFA 2001-2002.
- Astorga, Jerez e, dopo i play-out, Prone Lugo e Saragozza retrocessi in División de Plata 2001-02.

## Play-off
I play-off valevoli per il titolo nazionale si sono svolti tra il 12 maggio e il 23 giugno 2001. Il regolamento prevede che i quarti di finale e le semifinali si giochino al meglio delle tre gare mentre la finale al meglio delle cinque.

### Tabellone
|  | Quarti di finale | Quarti di finale    | Quarti di finale | Quarti di finale    | Quarti di finale |   |               | Semifinali          | Semifinali | Semifinali | Semifinali | Semifinali |  |  | Finale | Finale   | Finale | Finale | Finale | Finale | Finale |
|  |                  |                     |                  |                     |                  |   |               |                     |            |            |            |            |  |  |        |          |        |        |        |        |        |
|  | 2                | Valencia            | 9                | 5                   | 6                |   |               |                     |            |            |            |            |  |  |        |          |        |        |        |        |        |
|  | 7                | Carnicer Torrejón   | 4                | 6                   | 3                |   |               |                     |            |            |            |            |  |  |        |          |        |        |        |        |        |
|  | 7                | Carnicer Torrejón   | 4                | 6                   | 3                |   | 2             | Valencia            | 6          | 7          | –          |            |  |  |        |          |        |        |        |        |        |
|  |                  |                     |                  |                     |                  |   | 2             | Valencia            | 6          | 7          | –          |            |  |  |        |          |        |        |        |        |        |
|  |                  | 3                   | ElPozo Murcia    | 5                   | 6                | – |               |                     |            |            |            |            |  |  |        |          |        |        |        |        |        |
|  | 3                | 3                   | ElPozo Murcia    | 5                   | 6                | – | ElPozo Murcia | 4                   | 1          | 6          |            |            |  |  |        |          |        |        |        |        |        |
|  | 3                |                     |                  |                     |                  |   | ElPozo Murcia | 4                   | 1          | 6          |            |            |  |  |        |          |        |        |        |        |        |
|  | 6                | Segovia             | 3                | 4                   | 4                |   |               |                     |            |            |            |            |  |  |        |          |        |        |        |        |        |
|  |                  |                     |                  |                     |                  |   |               |                     |            |            |            |            |  |  | 2      | Valencia | 2      | 1      | 7      | 0      | –      |
|  |                  |                     | 1                | Playas de Castellón | 6                | 3 | 3             | 3                   | –          |            |            |            |  |  |        |          |        |        |        |        |        |
|  | 1                | Playas de Castellón | 9                | 6                   | –                |   |               |                     |            |            |            |            |  |  |        |          |        |        |        |        |        |
|  | 8                | Industrias García   | 3                | 4                   | –                |   |               |                     |            |            |            |            |  |  |        |          |        |        |        |        |        |
|  | 8                | Industrias García   | 3                | 4                   | –                |   | 1             | Playas de Castellón | 7          | 2          | 4          |            |  |  |        |          |        |        |        |        |        |
|  |                  |                     |                  |                     |                  |   | 1             | Playas de Castellón | 7          | 2          | 4          |            |  |  |        |          |        |        |        |        |        |
|  |                  | 4                   | Interviú         | 2                   | 3                | 3 |               |                     |            |            |            |            |  |  |        |          |        |        |        |        |        |
|  | 4                | 4                   | Interviú         | 2                   | 3                | 3 | Interviú      | 2                   | 4          | –          |            |            |  |  |        |          |        |        |        |        |        |
|  | 4                |                     |                  |                     |                  |   | Interviú      | 2                   | 4          | –          |            |            |  |  |        |          |        |        |        |        |        |
|  | 5                | Ourense             | 1                | 2                   | –                |   |               |                     |            |            |            |            |  |  |        |          |        |        |        |        |        |

### Quarti di finale

#### Gara 1
| Arbitri: | Pedro Galán Fernando Gutiérrez |

|                               |           |                               |
| Limones 10’, 15’, 25’ Edu 33’ | Marcatori | 28’, 30’ A. Silva 34’ Serrano |

| Arbitri: | Rubira Antón Juan Carlos Bolívar |

|                                                                                     |           |                                 |
| Paulinho 2’, 5’, 24’ Ja. Rodríguez 6’, 12’, 15’, 36’ A. Linares 34’ J.M. Torres 38’ | Marcatori | 2’, 5’ Marcelo 9’ Jo. Rodríguez |

| Arbitri: | Francisco Peña Ignacio Peña |

|                             |           |         |
| Jiménez 19’ Edésio 43’ (gg) | Marcatori | 8’ Fali |

| Arbitri: | Ramón Blanco Marcelino Blázquez |

|                                                                           |           |                                               |
| Boned 1’, 14’, 17’, 24’ Isco 26’, 38’ R. Fernández 37’ Tete 38’ Jerry 39’ | Marcatori | 17’ Preguinho 25’ Espinosa 26’ Purão 31’ Kita |

#### Gara 2
| Arbitri: | Manuel Cueto Francisco Jesús Torres |

|                                                         |           |         |
| Daniel 15’ A. Silva 17’ C. Muñoz 21’ Wallace 25’ (aut.) | Marcatori | 38’ Edu |

| Arbitri: | Francisco Villegas Enrique González |

|                                                     |           |                                                                  |
| Alex 10’ Marcelo 12’ Jo. Rodríguez 25’ R. Muñoz 38’ | Marcatori | 3’ Lorente 8’, 17’, 23’ Ja. Rodríguez 10’ Cáceres 33’ J. Linares |

| Arbitri: | Marcelino Blázquez Iván Bel |

|                    |           |                                              |
| Crispi 7’ Fali 12’ | Marcatori | 10’ J. García 13’ Prieto 19’ Serpa 33’ Marín |

| Arbitri: | Ángel Camacho José García |

|                                                               |           |                                                  |
| Aranda 23’, 26’ Kita 33’ Espinosa 34’, 37’ Preguinho 41’ (gg) | Marcatori | 11’ Boned 14’ Jerry 16’, 24’ Josema 21’ J. Gómez |

#### Gara 3
| Arbitri: | Vicente Comes Jorge Igual |

|                                                                 |           |                                         |
| Isco 14’ J. Gómez 18’ Vidal 19’ Boned 30’, 39’ (t.l.) Jerry 38’ | Marcatori | 9’ Lillo 34’ E. Fernández 37’ Preguinho |

| Arbitri: | Marcelino Blázquez Santiago Castell |

|                                                                          |           |                                             |
| Limones 2’ Inza 4’ Serrejón 9’ Duda 29’ (t.l.) Paulo Roberto 29’ Edu 38’ | Marcatori | 15’, 29’ (t.l.) Riquer 25’ Daniel 27’ Adeva |

### Semifinali

#### Gara 1
| Arbitri: | Ramón Blanco Iván Bel |

|                                                                   |           |                                                 |
| Josema 15’ Vidal 21’ J. Gómez 30’, 33’ Boned 36’ (t.l.), 42’ (gg) | Marcatori | 13’, 26’ Edu 15’, 21’ Paulo Roberto 17’ Limones |

| Arbitri: | Urbà Lozano Francisco Rodríguez |

|                                                                                         |           |                            |
| J. Linares 9’, 13’, 33’ Ja. Rodríguez 16’ Lorente 27’ Cáceres 31’ A. Linares 34’ (t.l.) | Marcatori | 36’ Prieto 38’ F.J. Torres |

#### Gara 2
| Arbitri: | Francisco Villegas Enrique González |

|                             |           |                    |
| Prieto 18’, 28’ Jiménez 39’ | Marcatori | 8’, 10’ J. Linares |

| Arbitri: | Francisco Jesús Torres Pedro Galán |

|                                                                    |           |                                                                    |
| Wallace 7’ Serrejón 17’ Edu 23’ Paulo Roberto 32’, 36’ Limones 33’ | Marcatori | 3’ J. Gómez 21’, 32’ Vidal 27’ Josema 29’ Boned 34’ Jerry 36’ Isco |

#### Gara 3
| Arbitri: | Iván Bel Marcelino Blázquez |

|                                               |           |                           |
| Paulinho 28’ Cupim 36’ Ja. Rodríguez 37’, 39’ | Marcatori | 35’ Serpa 39’, 39’ Edésio |

### Finale

#### Gara 1
| Arbitri: | Ramón Blanco Manuel Cueto |

|                      |           |                                                                      |
| Josema 25’ Vidal 29’ | Marcatori | 11’, 12’ Cáceres 15’ (t.l.) J. Linares 16’, 26’ Cupim 17’ J. Sánchez |

#### Gara 2
| Arbitri: | Pedro Galán Santiago Castell |

|                              |           |                    |
| Cupim 8’ A. Linares 31’, 37’ | Marcatori | 38’ (aut.) Lorente |

#### Gara 3
| Arbitri: | Francisco Villegas Enrique González |

|                                    |           |                                                               |
| J. Sánchez 38’, 39’ J. Linares 38’ | Marcatori | 16’, 39’ Alberto 18’ Jerry 35’, 39’ Vidal 37’ Josema 38’ Tete |

#### Gara 4
| Arbitri: | Marcelino Blázquez Francisco Jesús Torres |

|  |           |                                     |
|  | Marcatori | 4’ Lorente 36’ J. Sánchez 38’ Cupim |

## Play-out

### Gara 1
| Arbitri: | Rodrigo González Manuel Eugenio Vela |

|                            |                      |                                        |
| Morán 15’, 17’ Cecílio 19’ | Marcatori            | 19’ Marques 21’ R. González 39’ Araujo |
|                            | Tiri di rigore 1 – 3 |                                        |

| Arbitri: | Urbà Lozano Francisco Rodríguez |

|                                                                   |           |                                               |
| Olmos 4’ Valtinho 18’, 18’ Tito 19’ Modrego 28’, 36’ F. Gómez 33’ | Marcatori | 14’ (t.l.), 19’, 37’ L. Fernández 30’ Afrânio |

### Gara 2
| Arbitri: | Roberto Gracia Santiago Castell |

|                                                                               |           |                                                |
| Passarinho 2’ (rig.), 11’ Afrânio 10’, 10’ L. Fernández 17’ L. Gómez 44’ (gg) | Marcatori | 4’ Tito 15’ Modrego 19’ Olmos 23’, 37’ Almeida |

| Arbitri: | Pedro Galán Florencio Otero |

|                                                  |           |                                 |
| Marques 1’, 30’ L. Silva 7’, 11’ Torrás 21’, 34’ | Marcatori | 6’ Tenorio 9’ Morán 21’ Cecílio |

### Gara 3
| Arbitri: | Vicente Comes Jorge Igual |

|                         |           |                                                        |
| Almeida 6’ Socastro 18’ | Marcatori | 9’ L. Gómez 18’ Morteruel 36’ Borrell 38’ L. Fernández |

## Supercoppa di Spagna
L'11ª edizione della competizione ha opposto il Playas de Castellón, vincitore del campionato, al Segovia, detentore della Coppa di Spagna. Il trofeo è stato assegnato tramite una gara unica disputata sul campo neutro di Vigo.
| Arbitri: | Ramón Blanco Pedro Galán |

|                                            |           |                                                               |
| J. Linares 2’, 24’, 24’, 24’ A. Linares 8’ | Marcatori | 6’, 19’, 42’ (gg) Daniel 20’ Serrano 23’ Riquer 35’ Claudinho |